# 掌/くるみ
『掌/くるみ』（てのひら/くるみ）は、日本のバンド・Mr.Childrenの25枚目のシングル。2003年11月19日にトイズファクトリーより発売された。

## 概要
通常盤のみの1形態で発売。CD EXTRAとして『掌』のミュージック・ビデオが収録されている。Mr.Children初の両A面シングルで、前作『HERO』から約1年ぶりのリリースとなった。アートディレクターは信藤三雄。
発売当初は両曲ともノンタイアップであった。また、同年9月よりラジオのみで公開されていた新曲「タガタメ」は未収録となっている。
桜井に小脳梗塞の疑いがあったため、2002年7月から活動休止していたが、この曲のリリースに伴い音楽活動を本格的に再開した。
11thアルバム『シフクノオト』の初回限定盤付属DVDに収録されているドキュメンタリー映像『Recording Document / May 2003 to Jan 2004』では、本楽曲のレコーディングの模様を一部観ることが出来る。

## チャート成績
オリコンチャートで2週連続1位を獲得、10週連続トップ10入りを記録した。2004年度オリコン年間シングルチャートでは5位となり、2位の『Sign』と共に年間TOP10入りを果たした。初週28.7万枚、累計売上は65.2万枚。

## 収録曲
| 全作詞・作曲: 桜井和寿、全編曲: 小林武史 & Mr.Children。 |            |          |            |      |
| #                                                        | タイトル   | 作詞     | 作曲・編曲 | 時間 |
| 1.                                                       | 「掌」     | 桜井和寿 | 桜井和寿   | 5:04 |
| 2.                                                       | 「くるみ」 | 桜井和寿 | 桜井和寿   | 5:32 |
| 合計時間:                                                | 合計時間:  | 10:36    |            |      |

## 楽曲解説
1. 掌
  - A面曲としては2000年発売の18thシングル『口笛』以来のノンタイアップ。
  - この曲について桜井和寿は「どうすれば誰もが納得したり決着を付けることが出来るのかなあと思ったときに、誰かが考えたひとつの答えに、気持ちを導いてひとつになろうとするのではなく、ひとつひとつ、あるいはひとりひとりがそれぞれ違うんだということを理解して、認め合う気持ちを持つことが大事……というか、それしか方法はないんじゃないかなと……それは諦めでもあり、希望でもある」という気持ちで書いた曲であると語っている[3]。戦争のことも影響しているとのこと[4]。
  - メロディーは、桜井が風呂場で思いついたもの[5]。
  - 曲中の民族音楽的なループは“カオス”を表現したかったという[6]。
  - 本作発売後のアリーナツアー『Mr.Children Tour 2004 シフクノオト』ではライブアレンジが施され、2番以降に桜井とコーラスとの掛け合いによる新たな歌詞とメロディーが追加されている。代わりに最後のサビはカットされ、以降のライブでもこのアレンジで披露されることが定番となっている。ライブで原曲通りに演奏したことはない。
  - ミュージック・ビデオの監督は島田大介が務めた。本作のCD EXTRAの他に、2012年5月10日発売のベスト・アルバム『Mr.Children 2001-2005 <micro>』の初回限定盤、2018年3月21日発売のライブ・ビデオ『Mr.Children DOME & STADIUM TOUR 2017 Thanksgiving 25』にも収録されている。
2. くるみ
  - NTTドコモ・NTTドコモ東北CMソング。タイアップは本曲の発売後に行われた。
  - 23rdシングル『Any』のカップリング曲の制作中に生まれた楽曲で、桜井は2番のサビを作りながら涙を流したといい[4]、「どこかで掛け違えてきて」「一つ余ったボタン」のところは、これまで自分が書いてきた詞のなかでも特に満足のいく出来栄えだったとのこと[7]。
  - 桜井は「女性に対して歌っているけど、『その女性と付き合っていた頃の自分を振り返り、失ったものもあるけど、それでもまた、明日は明日で胸を膨らませて生きていこう』そんな想いを書いた」とコメントしている[7]。
  - タイトルは、「未来」を「来未」と逆さにして「くるみ」と擬人化したもの[8]。
  - 桜井は「今年[注 1]の新生児の、女の子の名前で、『くるみ』がランクインしてくれると嬉しいなっていう、それぐらい、『この歌が浸透して欲しいな』とは思っていて（笑）」と語っている[6][注 2]。
  - 尾崎豊のシェリーにインスパイアされた曲とのこと[7]。
  - 最後はフェードアウトして終了する。
  - ミュージック・ビデオでは、架空のバンド・Mr.ADULTSが登場する。終盤、このバンドの名前の候補であった "Mr.Children" と書かれた紙を桜井が拾い、画面に「1989年 Mr.Children結成前日。 (One Day Before The Band "Mr.Children" Started.) 」というテロップが出される（その紙がMr.Childrenの名前の由来であることを示唆しているが、これはフィクションである）。監督は丹下紘希が務め、網野あきら・飯田孝男・伊藤昌一・バイソン片山が出演している。このミュージック・ビデオは『SPACE SHOWER Music Video Awards 04』で「BEST VIDEO OF THE YEAR」「BEST GROUP VIDEO」の2つの賞を受賞した[10]。本作のCD EXTRAの他に、2009年2月25日発売のDVD『TANGE KOUKI VIDEO COLLECTION』、『Mr.Children 2001-2005 <micro>』の初回限定盤、『Mr.Children DOME & STADIUM TOUR 2017 Thanksgiving 25』にも収録されている。このミュージック・ビデオは2023年発売の21stアルバム『miss you』収録の「Fifty's map ～おとなの地図」のミュージック・ビデオにも使用およびセルフ・オマージュされている。
  - 別バージョンの「くるみ -for the Film- 幸福な食卓」が2007年公開の松竹系映画『幸福な食卓』の主題歌に決定し[11]、29thシングル『しるし』のカップリングに収録された。『MR.CHILDREN DOME TOUR 2005 "I ♥ U"』で披露されたバージョンをベースとし、改めてレコーディングされた。また、原曲よりキーが半音下げられている[12]。
  - 36thシングル『ヒカリノアトリエ』にはMr.Childrenとサポートメンバーによるバンド・ヒカリノアトリエによるスタジオライブがカップリングされている。こちらは原曲通りのアレンジおよびキーでレコーディングされているが、メロディと歌い回しが一部変更されている。

## テレビ出演
| 番組名                                                | 日付           | 放送局     | 演奏曲                     |
| ----------------------------------------------------- | -------------- | ---------- | -------------------------- |
| ミュージックステーション                              | 2003年11月21日 | テレビ朝日 | 掌                         |
| COUNT DOWN TV                                         | 2003年11月29日 | TBS        | 掌                         |
| HEY!HEY!HEY! MUSIC CHAMP                              | 2003年12月1日  | フジテレビ | Tomorrow never knows 掌    |
| 2003 FNS歌謡祭                                        | 2003年12月3日  | フジテレビ | くるみ                     |
| 1億3000万人が選ぶ! ベストアーティスト2003             | 2003年12月17日 | 日本テレビ | くるみ                     |
| ミュージックステーションスペシャル スーパーライブ2003 | 2003年12月26日 | テレビ朝日 | くるみ                     |
| Music Lovers                                          | 2012年5月13日  | 日本テレビ | くるみ 擬態 End of the day |

## ライブ映像作品
掌
| 作品名                                                 |
| ------------------------------------------------------ |
| Mr.Children Tour 2004 シフクノオト                     |
| ap bank fes '08                                        |
| Mr.Children Tour 2009 〜終末のコンフィデンスソングス〜 |
| Mr.Children DOME & STADIUM TOUR 2017 Thanksgiving 25   |

くるみ
| 作品名                                                     |
| ---------------------------------------------------------- |
| Mr.Children Tour 2004 シフクノオト                         |
| MR.CHILDREN DOME TOUR 2005 "I ♥ U" 〜FINAL IN TOKYO DOME〜 |
| Mr.Children Tour 2011 SENSE                                |
| MR.CHILDREN TOUR POPSAURUS 2012                            |
| Mr.Children 30th Anniversary Tour 半世紀へのエントランス   |

## 収録アルバム
- 『シフクノオト』 (#1, #2)
- 『Mr.Children 2001-2005 <micro>』 (#1, #2)
- 『Mr.Children 2003-2015 Thanksgiving 25』 (#1, #2)
- 『Mr.Children 2015-2021 & NOW』（#2）(Liveバージョン)

## カバー
- くるみ
  - 武田雅治（2006年、アルバム『恋歌〜 THE LATEST J-LOVE BALLAD HITS COLLECTION〜』）
  - 甲斐よしひろ（2007年、アルバム『10 Stories』、桜井がコーラスで参加している。）
  - 中村あゆみ（2009年、アルバム『VOICE II』）
  - JUJU（2020年、アルバム『俺のRequest』）
  - 甲斐よしひろ（2022年、ベストアルバム『FLASH BACK【KAI THE BEST 35th】』）